# Riber
|  | Aquest article tracta sobre el gènere Ribes. Vegeu-ne altres significats a «Riber (Torrefeta i Florejacs)». |

El riber, agrassó, groseller, gaixiva o gaixiver o gaixivera és un arbust del gènere Ribes originari de les regions temperades de l'hemisferi nord, que tenen com a fruit les ribes, agrassons, groselles, gaixives, gallines, o carambucs (al Rosselló) (Ribes uva-crispa), cireroles (Ribes alpinum). Moltes espècies són conreades pels seus fruits i també com a plantes ornamentals. El gènere inclou al voltant de 150 espècies i es tracta com l'únic gènere de la família Grossulariaceae. Als Països Catalans són autòctones les espècies: Ribes uva-crispa, R. alpinum, R. petraeum i R. rubrum